# First Division 1903/1904
Šestnáctý ročník First Division (1. anglické fotbalové ligy) se konal od 1. září 1903 do 30. dubna 1904.
Sezonu vyhrál podruhé ve své historii obhájce minulého ročníku Sheffield Wednesday. Nejlepším střelcem se stal hráč Derby County Steve Bloomer, který vstřelil 20 branek.